# 1914年ウェールズ教会法
1914年ウェールズ教会法（1914ねんウェールズきょうかいほう、英語: Welsh Church Act 1914）は、イギリスの法律。同法により、イングランド国教会のウェールズとモンマスシャーにおける教区が分離独立して国教としての役割を終え、代わりにウェールズ聖公会が設立された。同法はウェールズの主流派でイングランド国教会への税金支払いに不満を感じていた非国教会派が長らく要求してきた改革であり、自由党が支持し、保守党が反対した。
1914年ウェールズ教会法は論争を呼ぶ施策であり、庶民院を通過したものの貴族院での可決は1911年議会法に基づいて行われた。同法により、ウェールズ聖公会は十分の一税を徴収できなくなるものの、教会、資産や教会所属地は維持した。また、イングランドおよびウェールズではなくウェールズとモンマスシャーにのみ適用する法律は当時としては数少なく、その意味でも政治と歴史上の重要性を有した。
イングランドとウェールズの境界にある小教区20か所ではイングランド国教会の境界に関する住民投票が行われ、ランシリン以外の19か所が全てイングランド国教会に残ることを選択した。また、貴族院への影響としては、イングランド国教会から離脱した教区の主教は聖職貴族としての貴族院議員の議席を失った。
1914年8月に第一次世界大戦が勃発したため、1914年アイルランド統治法とともに9月18日に国王裁可を受けたものの、同時に1914年停止法にも裁可が与えられ、停止法に基づきウェールズ教会法とアイルランド政府法は終戦まで施行されないこととなった。そして、ウェールズ教会法は戦後の1920年3月31日に施行され、イングランド国教会のウェールズにおける教区の大半がウェールズ聖公会として独立、ウェールズ大主教率いる6主教区という形となった。
1911年議会法に基づき制定された法律としては1914年アイルランド統治法と並ぶ1件目であり、1911年議会法が次に適用されたのは35年後の1949年議会法、77年後の1991年戦争犯罪法となる。

## 関連図書
- O’Leary, Paul. "Religion, Nationality and Politics: Disestablishment in Ireland and Wales 1868–1914." in Contrasts and Comparisons: Studies in Irish and Welsh Church History, edited by J.R. Guy and W.G. Neely (1999): 89-113.
- Watkin, T. G. "Disestablishment, Self-determination and the Constitutional Development of the Church in Wales." in Essays in Canon Law–A Study of the Church in Wales (U of Wales Press, 1992).
- Williams, Glanmor. The Welsh Church from Reformation to Disestablishment, 1603-1920 (U of Wales Press, 2007).